# Johann Josef Klauser
Johann Josef Klauser, auch Jan Josef Clauser (* 20. März 1705 in Prag; † 31. Juli 1771 ebenda) war ein böhmischer Finanzbeamter, Archivar, Hofbuchdrucker und Besitzer einer sehr bedeutenden Privatbibliothek. 

## Leben
Josef Klausers Vater war Andreas Bernhard Klauser (1656–1721), ein Landvermesser und Aufseher über die Befestigungsarbeiten der Prager Kleinseite. Nach seinem Philosophie- und Jurastudium in Prag begann Josef Klauser seine berufliche Tätigkeit beim königlichen Fiskalamt in Prag, wo er 1729 zum Kanzlisten ernannt wurde. 1754 erfolgte seine Versetzung in die Prager Finanzprokuratur. Klausers Interesse galt schon früh alten Handschriften. Als anerkannter Diplomatiker erhielt er daher wenig später im Zusammenhang mit der anstehenden Reorganisation der alten Statthalterei- und Kammerregistratur auf der Prager Burg seine Freistellung für den Archivdienst. Die dazu notwendige zusätzliche Ausbildung absolvierte er bei dem Wiener Hofarchivar Theodor Anton Taulow von Rosenthal. 1757 wurde Klauser mit einem Jahresgehalt von 1000 Gulden zum Leiter des Statthalterei- und Kammerarchivs (dem späteren böhmischen Gubernalarchiv, aus dem das heutige Prager Nationalarchiv hervorging) festangestellt. Anfang der 1760er Jahre führte er eine Neuorganisation der Egerer Stadt- und Schlossarchive durch. Klauser heiratete 1761 Johanna Sophie Teply, die in erster Ehe (1737) mit dem Prager Hofbuchdrucker Franz Carl Rosenmüller († 1745) und in zweiter Ehe (1748) mit Franz Ignaz Kirchner († 1758) verheiratet gewesen war, wodurch er k. k. Hofbuchdrucker wurde. Klauser verfasste eine große Anzahl von Handschriften über die Verhältnisse der Leibeigenschaft, das Archivwesen, das Landrecht, genealogische Angelegenheiten und Numismatik. Er war ein bekannter Sammler von alten Büchern, Handschriften, Urkunden und Münzen. Aufgrund seiner vielfältigen Interessen und Tätigkeiten gehörte er zu den bedeutenden Persönlichkeiten der böhmischen Wiedergeburt. Josef Klauser starb 1771 in Prag an Fleckfieber. 
Klauser hinterließ eine der größten Prager Privatbibliotheken, von der 1775 ein Teil (6000 Bücher, davon 500 Handschriften) von seiner Witwe für 2000 Gulden an die Klosterbibliothek Strahov verkauft wurde und bis heute erhalten blieb. Nach ihrem Tod (1780) wurde die Hofbuchdruckerei 1782 an Johann Ferdinand Ritter von Schönfeld veräußert, der 1787 weitere Bücher und vor allem Handschriften aus Klausers Nachlass erwarb und sie in das sogenannte Schönfeldsches Adelsarchiv aufnahm. Dazu gehörte unter anderem eine große Wappensammlung. Dieser Teil gilt seit etwa den 1840er Jahren als verschollen.

## Werke (Auswahl)
- Erleütherung der in dem Königreich Böheim rechtlichen Landt Maasz [Handschrift in 4 Bänden, Original in der Klosterbibliothek Strathov]. Prag 1760.
- Bequemes Meß-Büchel. Mit beygefügten Morgen- Abend- Beicht- und Communion-Gebethern. Prag 1765.
- Chronik des Landes und der Stadt Eger [handschriftliche Zusammenfassung älterer Stadtchroniken in 7 Bänden, Original im bischöflichen Archiv in Leitmeritz]. Prag 1769.